# مرد آهنی ۳
مرد آهنی ۳ (انگلیسی: Iron Man 3) یک فیلم ابرقهرمانی آمریکایی در سال ۲۰۱۳ بر پایهٔ شخصیت مرد آهنی از مارول کامیکس است. این فیلم توسط مارول استودیوز تولید و به وسیلهٔ استودیو سینمایی والت دیزنی توزیع شده‌است. این دنبالهٔ مرد آهنی (۲۰۰۸) و مرد آهنی ۲ (۲۰۱۰) و هفتمین فیلم در دنیای سینمایی مارول (MCU) است. کارگردانی فیلم بر عهدهٔ شین بلک است و فیلم‌نامهٔ آن را به‌صورت مشترک با درو پی‌یرس نوشته‌است. رابرت داونی جونیور در نقش تونی استارک / مرد آهنی در کنار گوئینت پالترو، دان چیدل، گای پیرس، ربکا هال، استفانی اسزوستاک، جیمز بج دیل، جان فاورو و بن کینگزلی ایفای نقش می‌کنند. در مرد آهنی ۳، تونی استارک با عاقبت‌های حوادث انتقام‌جویان در طی یک کارزار ملی تروریسم در ایالات متحده به رهبری ماندارین مبارزه می‌کند.
بعد از ساخت مرد آهنی ۲، فاورو تصمیم گرفت که دیگر برای کارگردانی مرد آهنی بازنگردد و بلک در فوریه ۲۰۱۱ برای کارگردانی این فیلم استخدام شد. فیلمبرداری در ۲۳ مهٔ ۲۰۱۲ در ویلمینگتن، کارولینای شمالی آغاز شد. لوکیشن اصلی این فیلم کارولینای شمالی بود و برخی سکانس‌های فیلم در چین، فلوریدا و لس‌آنجلس ضبط شده‌اند. ۱۷ کمپانی، کار طراحی و اجرای جلوه‌های ویژه این فیلم را برعهده داشتند.
مرد آهنی ۳ بعد از پایان فیلمبرداری سه‌بعدی شد. فرش قرمز این فیلم در ۱۴ آوریل ۲۰۱۳ در پاریس برگزار گردید و ۲۵ آوریل به صورت جهانی و در ۳ مهٔ ۲۰۱۳ در ایالات متحده اکران شد. فیلم هم در گیشه و هم در نظر منتقدان موفق بود. با فروش بیش از ۱٫۲ میلیارد دلار، این فیلم هم‌اکنون ۱۹امین فیلم پرفروش تاریخ، هفتمین فیلم پرفروش ابرقهرمانی و دومین فیلم پرفروش ۲۰۱۳ است. این فیلم نخستین فیلم از سری مرد آهنی و دومین فیلم مارول بعد از انتقام‌جویان بود که فروشش از مرز ۱ میلیارد دلار عبور کرد. در ۳ سپتامبر ۲۰۱۳ فیلم برای دانلود روی اینترنت قرار گرفت و ۲۴ سپتامبر ۲۰۱۳، دی‌وی‌دی و دیسک بلو-ری آن منتشر شد.

## داستان
در شب سال نو ۱۹۹۹، تونی استارک با دانشمندی به نام مایا هنسن آشنا می‌شود که اختراعش، درمان اکستریمیس، قابلیت بازسازی و درمان جراحات شدید را دارد. دانشمند معلول دیگری به نام آلدرچ کیلین پیشنهادی برای همکاری در شرکت خود، A.I.M.، می‌دهد اما استارک آن را رد می‌کند.
سال‌ها بعد، استارک که پس از نبرد با موجودات بیگانه دچار استرس و بی‌خوابی شدید شده، تعداد زیادی زره آیرون‌من ساخته است تا با مشکلش مقابله کند. این رفتار باعث تنش با نامزدش، پپر پوتس، شده است. در این میان، گروهی تروریستی به نام ماندارین مسئول چندین انفجار هستند که منجر به زخمی شدن هپی هوگان، رئیس امنیت استارک، و بیهوشی او می‌شود. استارک در واکنش به این حملات، آدرس خانه‌اش را در تلویزیون فاش می‌کند و به این ترتیب، خود را هدف مستقیم ماندارین قرار می‌دهد.
پس از حمله ماندارین به خانه‌اش، استارک با زره جدید و آزمایشی خود که هنوز کامل نیست، فرار می‌کند و به مناطق دورافتاده تنسی می‌رود. در آنجا با پسری به نام هارلی آشنا می‌شود و شروع به تحقیق درباره انفجارهای مشکوک می‌کند. او متوجه می‌شود که این انفجارها نه کار تروریست‌ها، بلکه نتیجه شکست درمان اکستریمیس در بدن سربازانی است که به این روش مجهز شده‌اند و A.I.M. این موضوع را پنهان کرده است.
در ادامه، استارک با حمله عوامل ماندارین مواجه می‌شود و در نهایت توسط آلدرچ کیلین ربوده می‌شود. کیلین که صاحب واقعی عملیات پشت پرده ماندارین است، از استارک می‌خواهد که به اصلاح نواقص درمان اکستریمیس کمک کند. در همین حال، پپر پوتس نیز توسط کیلین اسیر می‌شود و تحت درمان اکستریمیس قرار می‌گیرد.
استارک موفق به فرار می‌شود و با کمک جیمز رودز، که اکنون با نام آیرون پاتریوت شناخته می‌شود، به مقابله با کیلین می‌پردازد. در نبردی نهایی در یک سکوی نفتی، کیلین قصد دارد رئیس‌جمهور را به قتل برساند تا معاونش را به عنوان رهبر کنترل شده جایگزین کند. اما پپر که از درمان اکستریمیس جان سالم به در برده، کیلین را می‌کشد و استارک جان رئیس‌جمهور را نجات می‌دهد.
پس از این ماجرا، استارک دستور می‌دهد تا تمامی زره‌های قدیمی‌اش نابود شوند و وعده می‌دهد که نقش آیرون‌من را کمتر پررنگ کند. او تحت عمل جراحی قرار می‌گیرد تا ترکش نزدیک قلبش را بردارد و می‌گوید که حتی بدون فناوری، همیشه آیرون‌من خواهد بود.